# Greslania
Greslania Balansa é um género botânico pertencente à família Poaceae, subfamília Bambusoideae, tribo Bambuseae.